# سنت-مونیک (سانتر-دو-کبک)
سنت-مونیک، سانتر-دو-کبک (به فرانسوی: Sainte-Monique) شهری در منطقه شهری نیکوله-یاماسکا ناحیه سانتر-دو-کبک در استان کبک کانادا است. در سرشماری سال ۲۰۱۱ این شهر ۵۶۸ نفر جمعیت داشته‌است و مساحت آن ۵۸٫۷۹ کیلومتر مربع است.